# Elpidio Mioni
Elpidio Mioni (Bassano del Grappa, 8 ottobre 1911 – Padova, 6 settembre 1991) è stato un grecista, bizantinista e paleografo italiano.

## Biografia
Allievo del grecista Manara Valgimigli, si laureò in Lettere all'Università degli Studi di Padova nel 1934 ed ivi si perfezionò in Filologia classica nel 1936.
Dapprima insegnante di materie letterarie in alcuni licei classici del Veneto, divenne in seguito docente presso l'Università di Padova rispettivamente di Letteratura cristiana antica, Filologia bizantina e Paleografia greca (disciplina, quest'ultima, della quale fu professore ordinario dal 1974 al 1981). Nell'ateneo patavino fondò, insieme a Filippo Maria Pontani, l'Istituto di Studi Bizantini e Neoellenici (1968).
In qualità di bibliotecario si occupò della catalogazione di manoscritti greci presso la Biblioteca Marciana di Venezia.
Tra le sue pubblicazioni - soprattutto saggi apparsi in riviste specialistiche e manuali scolastici - si ricorda una Introduzione alla paleografia greca del 1973, tradotta anche in lingua neogreca.
Il figlio, Alberto Mioni (1942 - 2017), fu per molti anni professore di Linguistica all'Università di Padova.